# Spoorlijn Pamiers - Limoux
De spoorlijn Pamiers - Limoux was een Franse spoorlijn van Pamiers naar Limoux. De lijn was 59,0 km lang en heeft als lijnnummer 673 000.

## Geschiedenis
De lijn werd in gedeeltes geopend door de Compagnie des Chemins de fer du Midi, van Mirepoix naar Limoux op 1 januari 1898 en van Pamiers naar Mirepoix op 20 november 1898.
Het personenvervoer tussen Moulin-Neuf en Limoux werd opgeheven op 18 april 1939, kort daarna op 15 mei 1939 ook tussen Pamiers en Moulin-Neuf. Goederenvervoer tussen Belvèze en Limoux was er tot 17 mei 1940, tussen Pamiers en Mirepoix tot 1 juni 1941 en tussen Mirepoix en Belvèze tot 16 december 1973.

## Aansluitingen
In de volgende plaatsen is of was er een aansluiting op de volgende spoorlijnen:
Pamiers
RFN 672 000, spoorlijn tussen Portet-Saint-Simon en Puigcerdà
Moulin-Neuf
RFN 674 000, spoorlijn tussen Moulin-Neuf en Lavelanet
Belvèze
RFN 675 000, spoorlijn tussen Bram en Belvèze
Limoux
RFN 676 000, spoorlijn tussen Carcassonne en Rivesaltes

## Galerij

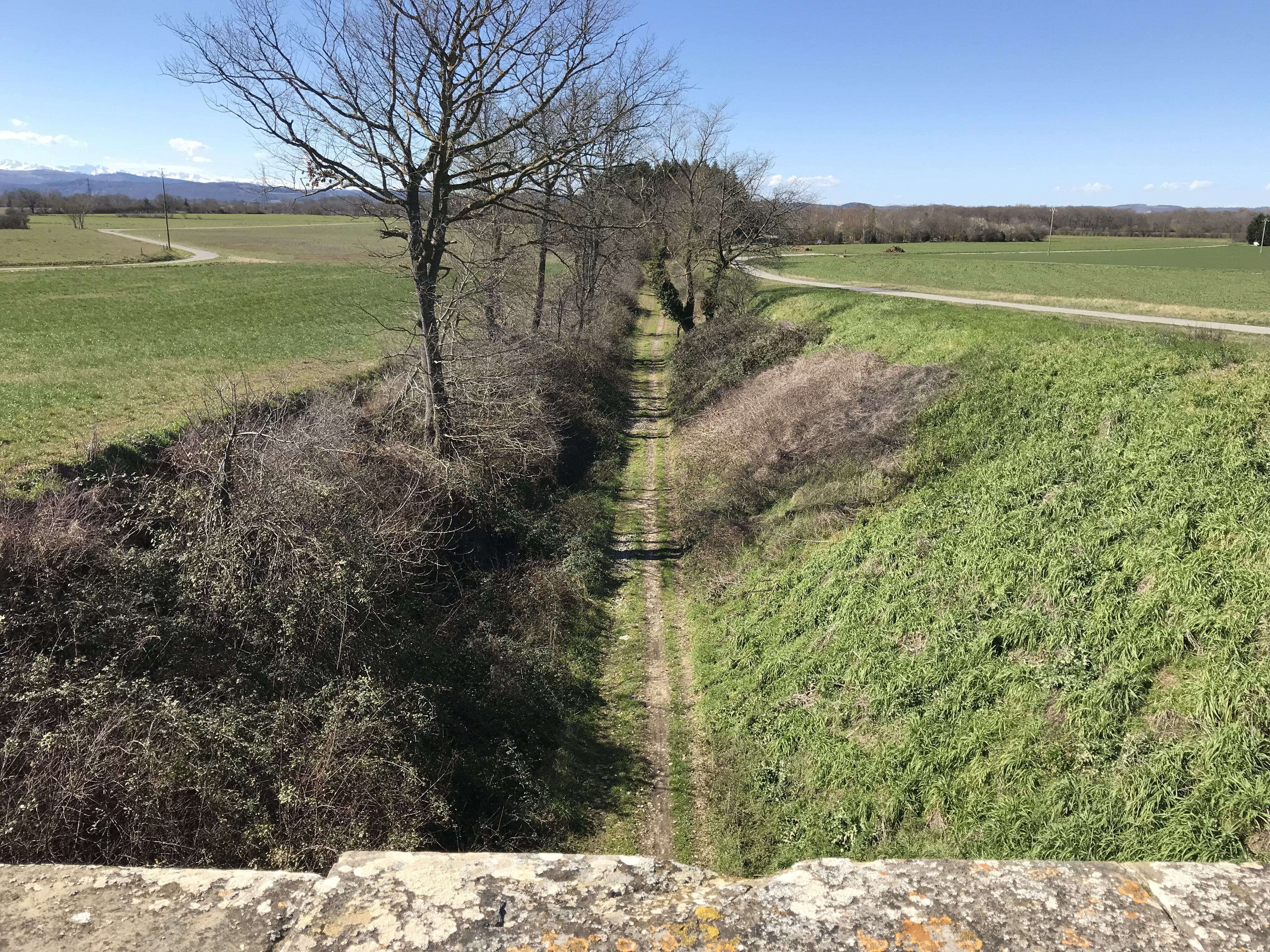
Tracé bij Le Carlaret.
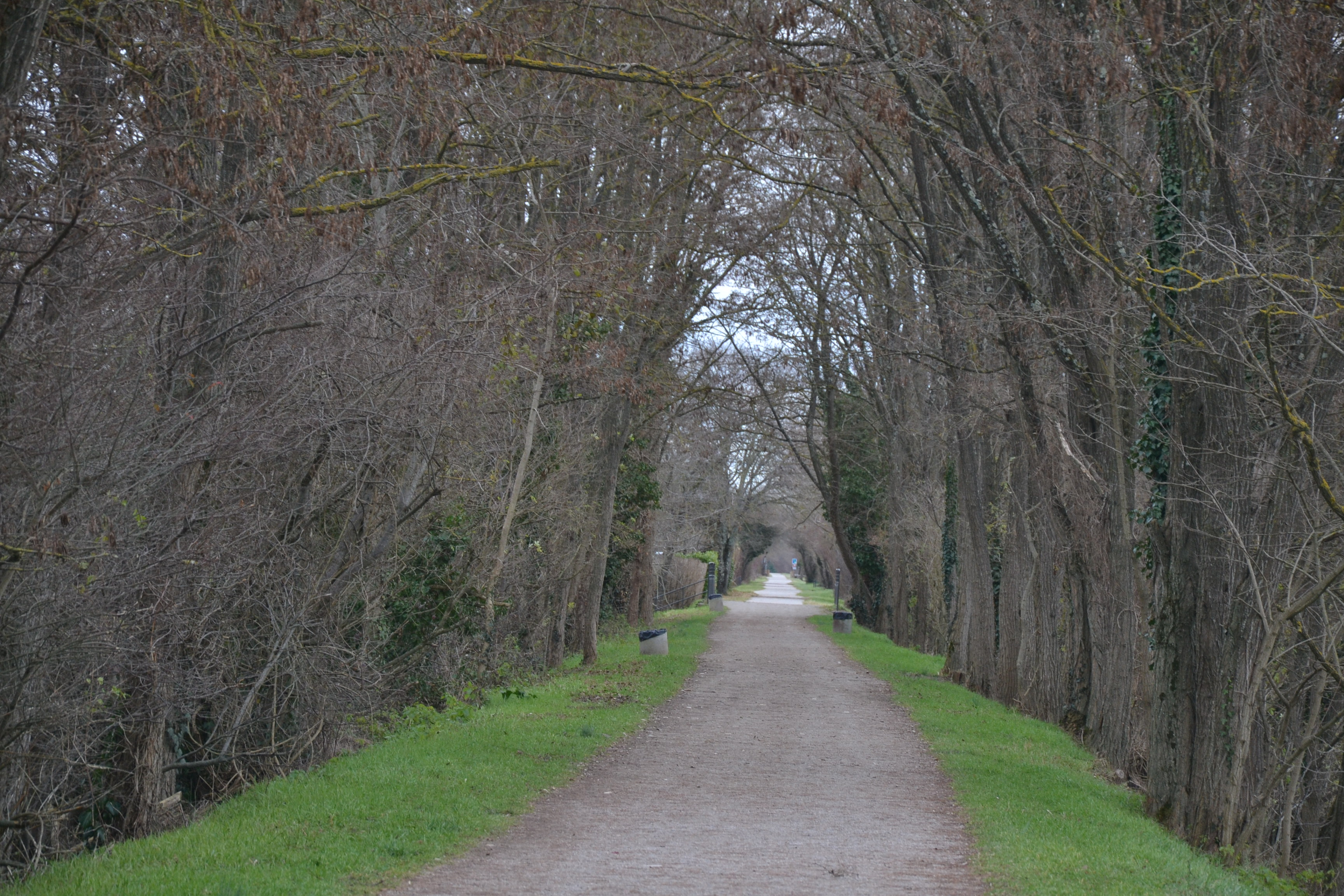
Spoordijk bij Mirepoix.
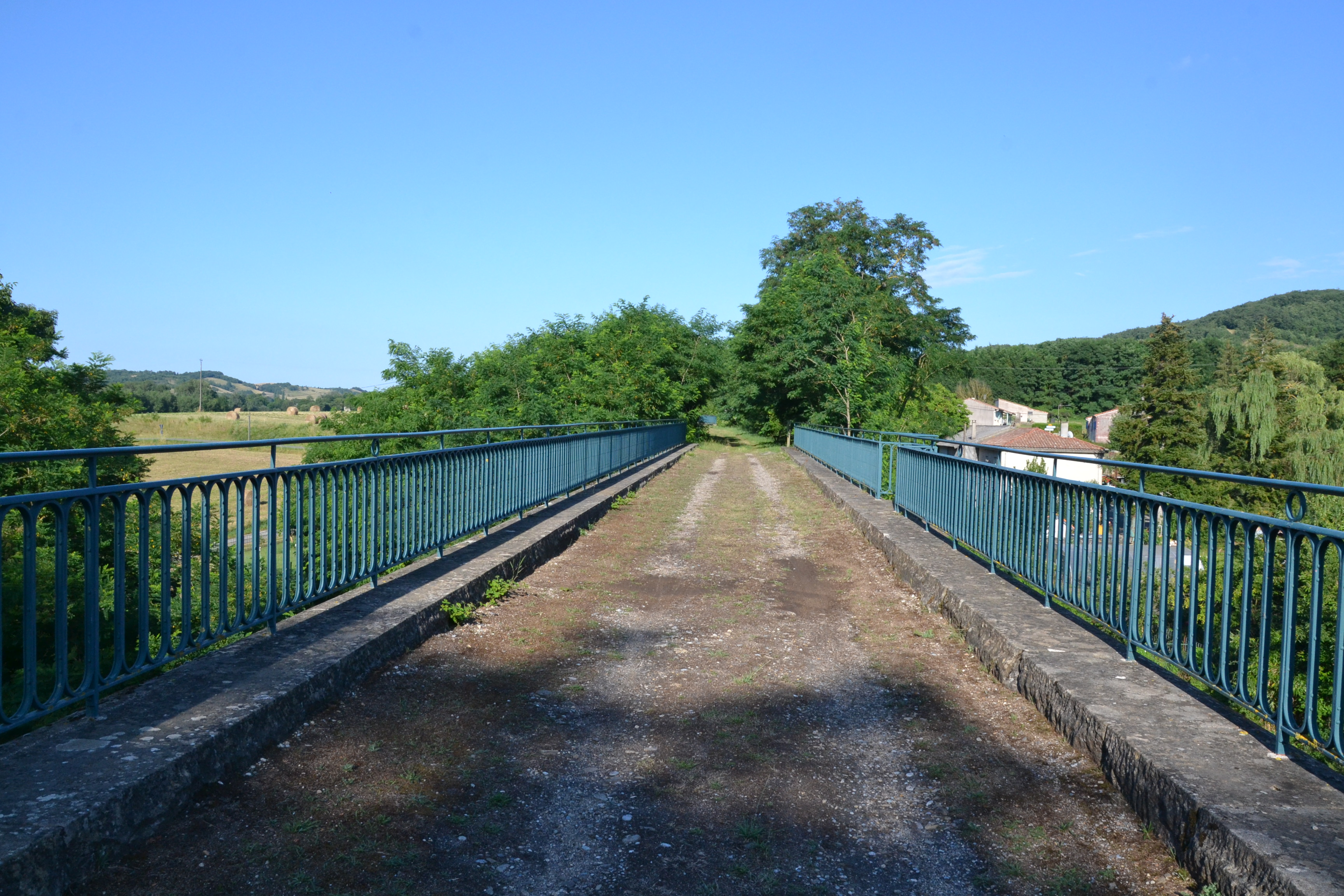
Voormalige spoorbrug bij Moulin-Neuf.
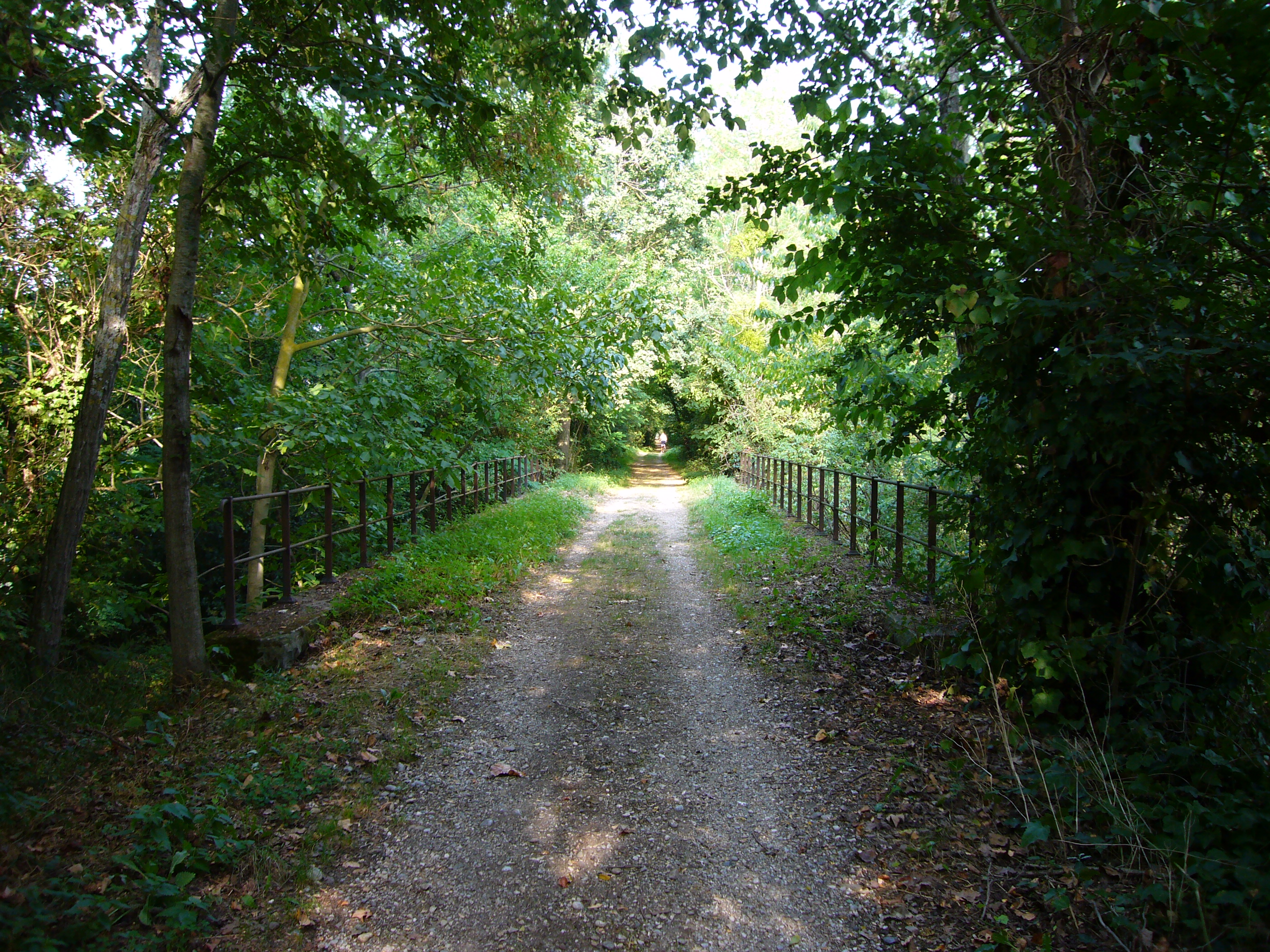
Voormalige spoorbrug bij Ariège.